# Bataille de la Grande Ronde
 (août 2020).
Guerre Yakima
La bataille de la Grande Ronde est un affrontement de la guerre Yakima qui eut lieu le 18 juillet 1856 dans la vallée de la Grande Ronde, dans l'actuel État de l'Oregon. Une force de 400 volontaires conduite par le lieutenant-colonel Benjamin Franklin Shaw a attaqué et mis en déroute environ 300 guerriers walla walla et cayuses. Cette défaite conduisit les Amérindiens à entamer des pourparlers de paix avec les Américains.